# Метапа-де-Домингес
Метапа-де-Домингес (исп. Metapa de Domínguez) — приграничный посёлок в Мексике, штат Чьяпас, входит в состав муниципалитета Метапа и является его административным центром. Численность населения, по данным переписи 2020 года, составила 2860 человек.

## Общие сведения
Название посёлка составное: Metapa с языка науатль можно перевести как — река агавы, а Domínguez дано в честь национального героя, доктора Белисарио Домингеса.
Поселение было основано в доиспанский период, в 1611 году оно упоминается с 50 жителями в списках принадлежности к Испанской короне.
В 1824 году в Метапе проживало 327 человек.
23 декабря 1958 года к названию поселения добавляется Домингес, и оно становится посёлком и административным центром муниципалитета Метапа.